# 張琍敏
張琍敏（1950年11月9日—），出生於台灣台北市，籍貫湖北省漢口市，台灣節目主持人、女歌手、女演員，綽號小迷糊、嬌嬌。曾演出《家有嬌妻》等連續劇。

## 生平
張琍敏之父為中國抗日戰爭時期的國民革命軍將領張振國。1949年，張振國帶著全家跟隨中華民國政府遷台，居住在台北市廈門街；隔年，張琍敏出生。
1971年，張琍敏畢業於中國文化學院（今中國文化大學）戲劇專科。張琍敏受中國文化學院戲劇專科老師推薦進入中視，1971年在中視連續劇《長白山上》演配角，亮麗外型已受矚目；1972年，她主演中視連續劇《家有嬌妻》，締造收視率35%而爆紅。1986年，她退出演藝圈，與旅居洛杉磯的地產商人方邦傑結婚，育有一對子女。1994年，她與方邦傑離婚。
2019年回台灣代言高雄市崗山之眼，MV中還搭配了本身的經典歌曲〈再說一聲愛我〉。

## 作品
電影
| 年份   | 片名               | 角色 |
| 1974年 | 《鐵漢》           |      |
| 1975年 | 《昨夜星辰昨夜風》 |      |
| 1981年 | 《瘋狂大發財》     |      |
| 1982年 | 《吹牛大王》       |      |
| 1985年 | 《醜小鴨》         |      |
| 1994年 | 《情人的情人》     |      |

電視劇
| 年份           | 頻道 | 劇名         | 角色 |
| 1970年～1971年 | 中視 | 《長白山上》 | 芳子 |
|                | 中視 | 《海燕》     |      |
| 1975年         | 中視 | 《香妃》     | 香妃 |
|                | 中視 | 《家有嬌妻》 | 嬌妻 |
|                | 中視 | 《梨花淚》   |      |
|                | 台視 | 《女人當家》 |      |

綜藝節目
| 年份   | 頻道 | 節目名         | 備註                                               |
| 1978年 | 台視 | 《歡樂宮》     | 主持人                                             |
|        | 台視 | 《我愛琍琍》   | 主持人                                             |
|        | 台視 | 《喜相逢》     | 主持人                                             |
|        | 台視 | 《大銀幕》     | 主持人                                             |
|        | 台視 | 《百花宮》     | 主持人                                             |
|        | 中視 | 《輕歌妙劇》   | 主持人                                             |
|        | 華視 | 《嬌嬌星期六》 | 主持人                                             |
|        | 華視 | 《歡樂外景隊》 | 主持人（與馬世莉、崔苔菁、丁曉慧、黃仲崑聯合主持） |

活動
- 《民生報》與中華民國電視學會主辦「風雨送愛心：全國藝人聯合賑災義演會」（與凌峰同任第五段主持人）[7]

## 專輯
| 發行日期 | 專輯名稱           | 唱片公司   | 曲目 |
| 1974-06  | 《嬌嬌》           | 歌林唱片   | 曲目 1. 往事甜蜜蜜 2. 誤會 3. 送漁郎 4. 你從何處來 5. 戀曲 6. 嬌嬌 7. 難忘愛的你 8. 可愛的妳 9. 我就愛你 10. 友情                                                                           |
| 1975-01  | 《珍惜好春天》     | 歌林唱片   | 曲目 1. 珍惜好春天 2. 我永遠屬於你 3. 你是我的好伴侶 4. 望得脖子酸 5. 臘梅花開 6. 雨聲 7. 誰替我說句話 8. 要不要我輕輕告訴你 9. 萬紫千紅 10. 萬花筒 11. 紅彩妹妹 12. 牧羊姑娘               |
| 1976-10  | 《待嫁女兒心》     | 海山唱片   | 曲目 1. 待嫁女兒心 2. 高崗上 3. 春風秋雨 4. 拷紅 5. 交換 6. 採檳榔 7. 五月的風 8. 銀花飛 9. 昨夜夢中 10. 鳳凰于飛 11. 送君 12. 月圓花好                                                     |
| 1976-11  | 《小小羊兒要回家》 | 海山唱片   | 曲目 1. 戲鳳 2. 加多一點點 3. 小時候 4. 湖畔情侶 5. 黃昏小唱 6. 回娘家 7. 小小羊兒要回家 8. 初一到十五 9. 花田錯 10. 媽媽要我嫁 11. 花燭良宵                                                |
| 1978-05  | 《楓林小雨》       | 海山唱片   | 曲目 1. 楓林小雨 2. 看到楓林小雨 3. 水悠悠 4. 楓林橋畔 5. 深秋楓紅 6. 你最了解我 7. 楓林橋畔(劉家昌) 8. 今生今世 9. 藍藍的天 10. 燕子捎來喜訊 11. 我情有鍾 12. 秋詩篇篇                     |
| 1978-06  | 《小雨的呼喚》     | 海山唱片   | 曲目 1. 雪中蓮 2. 純潔的雪中蓮 3. 找一個下雨天 4. 可愛的茉莉 5. 我又回到這裡 6. 歌甜笑也香 7. 小雨的呼喚 8. 芳踪何處 9. 風兒傳情意 10. 呼聲 11. 山鷹 12. 合家歡                             |
| 1978-08  | 《你說的》         | 海山唱片   | 曲目 1. 你說的 2. 朵朵流雲 3. 浪花朵朵情 4. 月光小夜曲 5. 句句誓言 6. 你住在街上 7. 秋之戀 8. 歡樂時光 9. 屬於你的愛 10. 愛情像彩虹 11. 翠湖寒 12. 快樂同行                                 |
| 1978-09  | 《摘星》           | 海山唱片   | 曲目 1. 摘星 2. 夜空星辰 3. 陽光昇起時 4. 情竇初開 5. 把祝福留給你 6. 輕烟 7. 摘星的人 8. 星星知我心 9. 花開遇知音 10. 白木屋 11. 窗外 12. 秋之歌                                           |
| 1979     | 《悲之秋》         | 海山唱片   | 曲目 1. 悲之秋 2. 秋願 3. 玫瑰花冠 4. 花一般的夢 5. 戀 6. 風飄飄雪飄飄 7. 相見 8. 愛河水長流 9. 風兒聽我說 10. 寧靜海 11. 愛 12. 又見嘉年華                                                 |
| 1980-09  | 《跳跳迪斯可》     | 海山唱片   | 曲目 1. 跳跳迪斯可 2. 惘然 3. 當我 4. 尋一朵浪花 5. 依舊月圓時 6. 樓上樓下 7. 月光迪斯可 8. 夜色 9. 戀‧在夜裡 10. 盼望 11. 千嬌百媚 12. 親愛的故鄉                                          |
| 1981     | 《離情依依》       | 飛羚唱片   | 曲目 1. 離情依依 2. 不許他回家 3. 留在沙灘上的話 4. 我要飛上青天 5. 不能告訴你 6. 蔓莉 7. 空留回憶 8. 繡鴛鴦 9. 秋的懷念 10. 盼望星期天 11. 茶葉青 12. 魂縈舊夢 13. 知道不知道 14. 無數再見 |
| 1982     | 《再看我一眼》     | 飛羚唱片   | 曲目 1. 情鎖 2. 再看我一眼 3. 我不會再哭 4. 我找你呀 ! 5. 無法投遞的信 6. 燃燒吧 ! 愛 7. 姑娘祇怕嫁錯郎 8. 請求 9. 孤女的祈禱 10. 情人電話 11. 閻王的喜宴 12. 你就是春天                    |
| 1983-02  | 《又見牽手》       | 飛羚唱片   | 曲目 1. 又見牽手 2. 山歌姻緣 3. 鄉村姑娘 4. 再說一聲愛我 5. 河上的月色 6. 猜透我的心 7. 小樓悄悄 8. 高崗上 9. 卿卿我我 10. 小時候 11. 狂戀 12. 歌女之歌                                     |
| 1983-04  | 《此刻》           | 東尼機構   | 曲目 1. 此刻 2. 給我一個吻 3. 東山一把青 4. 親愛的貝比多 5. 君心何不似我心 6. 六月沙漠 7. 喜歡你 8. 依然珍惜 9. 小小羊兒要回家 10. 昔情 11. 第二春 12. 花花姑娘                             |
| 1984     | 《一夜一夜的夢》   | 歐帝威唱片 | 曲目 1. 小雨 2. 夏日戀曲 3. 小小山歌 4. 暮色 5. 在雨中 6. 一夜一夜的夢(vs劉家昌) 7. 投影 8. 有人對我說 9. 初戀 10. 大中華                                                                   |

## 演唱會
- 張琍敏「再看我一眼演唱會」2010年10月15至16日台北國際會議中心[8]

## 獎項紀錄
| 年份   | 獲提名       | 獎項                         | 結果 |
| ------ | ------------ | ---------------------------- | ---- |
| 1980年 | 《百花宮》   | 第15屆金鐘獎綜藝節目主持人獎 | 提名 |
| 1981年 | 《百花宮》   | 第16屆金鐘獎綜藝節目主持人獎 | 提名 |
| 1982年 | 《摘星之夜》 | 第17屆金鐘獎綜藝節目主持人獎 | 提名 |